# Panichida
Panichida lub panachida (z grec.: παννυχίς, πανυχίς, παννυχίδης – „całonocna”) – w Kościołach chrześcijańskich obrządku wschodniego nabożeństwo żałobne, śpiewany odpowiednik łacińskiego requiem, przy obchodach szczególnych rocznic i wydarzeń, dnia urodzenia, na dzień imienin, oraz na okazję modlitwy za zmarłego w dniu jego pogrzebu, w trzeci, dziewiąty i czterdziesty dzień po śmierci i w kolejne rocznice. Jest odprawiane w cerkwi lub nad grobem.
Nazwa „panichida” (w ros. панихи́да, w ukr. panachyda) używana jest w krajach liturgii cerkiewno-słowiańskiej rytu bizantyjskiego (w tym w Bułgarii, Rumunii, Finlandii) oraz w Gruzji. W Grecji i krajach stosujących język grecki odpowiada jej nazwa mnimosinon (μνημόσυνον, mnemósynon, „wspomnienie”), lub parastas (παραστάς, parastás, „czuwanie”).